# Lycoming R-680
Il Lycoming R-680 era un motore aeronautico radiale 9 cilindri a singola stella e raffreddato ad aria prodotto dall'azienda statunitense Lycoming Foundry and Machine Company.
Introdotto nel 1929, è stato il primo motore aeronautico prodotto dalla ditta statunitense e grazie alle sue doti di affidabilità rimase in produzione fino a dopo la conclusione della seconda guerra mondiale, raggiungendo nelle sue varie versioni la cifra di oltre 26 000 unità costruite.

## Versioni
Le versioni dell'R-680 differivano sostanzialmente nel rapporto di compressione ottimizzato in relazione al numero di ottano della benzina usata. Di seguito una lista non completa delle versioni più usate:
- R-680-3: potenza erogata 200 hp (149kW)
- R-680-8
- R-680-9: potenza erogata 295 hp (220 kW)
- R-680-11
- R-680-13: potenza erogata 280 hp (209 kW)
- R-680-17: potenza erogata 220 hp (164 kW)

## Velivoli utilizzatori
Stati Uniti
- Boeing-Stearman PT-13
- Cessna AT-8 Bobcat
- Consolidated PT-11
- Curtiss-Wright AT-9 Jeep
- Stearman PT-13 Kaydet
- Stinson L-1 Vigilant
- Stinson Reliant